# Enicospilus urus
Enicospilus urus là một loài tò vò trong họ Ichneumonidae.